# Hyde Park, Pennsylvania
Hyde Park là một thị trấn thuộc quận Westmoreland, tiểu bang Pennsylvania, Hoa Kỳ. Năm 2010, dân số của thị trấn này là 500 người.